# Viktor Troicki
Viktor Troicki (en alphabet cyrillique serbe : Виктор Троицки ; en alphabet latin serbe : Viktor Troicki) (prononcé Troït'ski), né le 10 février 1986 à Belgrade (Yougoslavie, actuelle Serbie), est un joueur de tennis serbe, professionnel de 2006 à 2021.
Membre de l'équipe de Serbie lors de tous ses titres (Coupe Davis 2010, ATP Cup 2020 et World Team Cup 2009 et 2012), il en est le capitaine depuis 2021.

## Biographie
Ses grands-parents paternels sont d’origine russe. Ils ont en effet émigré de Tver et Rostov-sur-le-Don jusqu'en Serbie pendant la Grande Guerre, en 1917.

## Carrière

### Junior
Sur le circuit junior, Troicki a joué 99 matchs de simple pour 68 victoires (et 52 victoires en 72 matchs de double) et fut no 10 au classement mondial junior en octobre 2004.
En 2004 à l'US Open juniors, il bat Gaël Monfils au 3e tour alors que celui-ci venait de remporter les trois premiers tournois du Grand Chelem Junior de l'année.
Sa meilleure performance en Grand Chelem junior est un quart de finale à l'US Open en 2004.

### 2003 - 2007: vers le niveau professionnel
À partir de 2003, Viktor Troicki commence à jouer des tournois Futures en Serbie, et gagne son premier à Niš. Il remporte aussi son premier tournoi Challenger à Belgrade le 20 janvier 2005 où il bat en finale l'Italien Fabio Colangelo (6-2, 6-1).
Il fait ses débuts sur le circuit ATP en octobre 2006 à Tokyo où, après être sorti des qualifications, il se défait au 1er tour de Fernando Vicente (6-7, 6-4, 6-2) avant de se faire éliminer par Roger Federer (7-6, 7-6), alors no 1 mondial et qui remportera le tournoi par la suite.
En juillet 2007, à Umag, toujours issu des qualifications, il bat au 2e tour le no 3 mondial d'alors Novak Djokovic. Il atteint ensuite sa première demi-finale où il est battu par Andrei Pavel.

### 2008: première finale ATP
Après avoir joué les qualifications, Viktor Troicki intègre pour la première fois le tableau final d'un Grand Chelem lors de l'Open d'Australie. Confronté au premier tour contre la tête de série no 2 Rafael Nadal, il se procure une balle de premier set mais cède quand même en 3 sets (63-7, 5-7, 1-6).
Par la suite, il représente la Serbie en Coupe Davis contre la Russie. Alors que son équipe est menée 1 à 0, il perd son match contre Nikolay Davydenko (1-6, 6-1, 3-6, 6-1, 2-6). Lors du dernier match de la rencontre (sans enjeu car la Russie a déjà gagné), il gagne contre Dmitri Toursounov (7-6, 4-6, 6-3).
Il apparaît ensuite au Masters de Miami où il perd au deuxième tour contre Andy Roddick, non sans avoir remporté un set (7-5, 2-6, 4-6). Puis il prend part à l'Open de Barcelone mais abandonne dès son premier tour contre Nicolás Almagro (2-6, ab.). Lors de son premier Roland-Garros, il perd dès le premier tour contre Marc Gicquel (4-6, 3-6, 6-4, 5-7). Il participe après cela à trois tournois consécutifs : au Queen's (défaite au 2e tour contre David Nalbandian) puis à Bois-le-Duc (défaite en quarts de finale contre Guillermo Cañas). Enfin, à Wimbledon, il échoue au 2e tour contre Radek Štěpánek après avoir remporté les deux premiers sets (7-6, 7-6, 3-6, 1-6, 2-6).
Comme l'année précédente, il défend ses chances lors de l'Open d'Umag mais est battu au deuxième tour par Carlos Moyà.
Lors de la tournée américaine en août, Troicki atteint sa première finale ATP au Classic de Washington où il est battu par l'Argentin Juan Martín del Potro. À l'US Open, il bat successivement Carsten Ball (7-6, 6-0, 6-1) et Philipp Kohlschreiber sur abandon (2-6, 6-3, 6-4, 3-0, ab.) avant de perdre contre le no 1 mondial Rafael Nadal.
En septembre, il joue de nouveau avec la Serbie en barrages de la Coupe Davis contre la Slovaquie. Grâce à ses victoires en double avec Nenad Zimonjić et en simple contre Lukáš Lacko, il contribue au succès de son équipe.
Il joue ensuite trois tournois consécutifs en Asie : il perd au deuxième tour de l'Open de Thaïlande contre Jürgen Melzer, puis en quarts de finale à Tokyo et à Moscou (respectivement face à Andy Roddick et Mischa Zverev).
Victor Troicki termine l'année avec des défaites au premier tour de l'Open de Saint-Pétersbourg et du Masters de Paris-Bercy. Il est alors 56e mondial.

### 2009: deuxième finale ATP
En janvier 2009, Viktor Troicki perd au premier tour de l'Open de Doha contre Victor Hănescu puis en quart de finale du tournoi d'Auckland face à Juan Martín del Potro. Il est ensuite éliminé au 2e tour de l'Open d'Australie par Tommy Robredo (6-1, 6-3, 6-0). Après cela, il parvient en demi-finale à Zagreb mais perd face au futur vainqueur du tournoi Marin Čilić (6-2, 7-5), puis il remporte le tournoi Challenger de Belgrade.
En mars, Troicki représente la Serbie à la Coupe Davis face à l'Espagne : associé à Nenad Zimonjić, il remporte le double face à Feliciano López et Tommy Robredo. Puis, même si son équipe a déjà perdu la rencontre, il joue le dernier simple qu'il perd contre David Ferrer.
Il prend ensuite part à quatre Masters successifs : il s'incline au troisième tour d'Indian Wells, en huitièmes de finale à Miami, au premier tour de Monte-Carlo et au deuxième tour de Rome. Il participe par la suite dans son pays à l'Open de Belgrade où son compatriote Novak Djokovic l'élimine en quart de finale. Au Masters de Madrid, il est éliminé dès son entrée en lice. Il représente la Serbie lors de la World Team Cup et, notamment en battant Rainer Schüttler en finale, contribue au titre de son équipe. Enfin, à Roland-Garros, il perd au deuxième tour contre Juan Martín del Potro après avoir éliminé en 5 sets et presque 4 heures de jeu le Polonais Łukasz Kubot au premier tour.
À Wimbledon, Troicki est pour la première fois de sa carrière tête de série dans un tournoi du Grand Chelem : tête de série no 30, il bat successivement Brian Dabul en 3 sets et Daniel Gimeno-Traver en 5 sets avant de s'incliner au 3e tour contre le no 3 mondial Andy Murray (6-2, 6-3, 6-4). Il dispute ensuite le tournoi de Hambourg il est contraint d'abandonner en quart de finale face au futur finaliste de l'épreuve Paul-Henri Mathieu à cause d'une blessure au pied due à une chute au début du match. Cette blessure lui fait ensuite perdre quatre matchs consécutifs : à Umag contre Máximo González, à Washington contre Marc Gicquel (abandon au bout de 3 jeux), au Masters du Canada contre David Ferrer, à Cincinnati contre Radek Štěpánek (abandon au début du 2e set). C'est à l'US Open qu'il met fin à cette disette : alors tête de série no 30, il se défait du lucky loser Peter Luczak en cinq sets. Mais au 2e tour, il est éliminé en quatre sets par Julien Benneteau. Enfin, lors des barrages de la Coupe Davis, il gagne ses deux matchs de simple et contribue donc au succès de la Serbie contre l'Ouzbékistan (5-0).
Fin septembre à l'Open de Thaïlande, il participe à la deuxième finale de sa carrière où il est éliminé en deux sets par Gilles Simon. Il prend ensuite part à l'Open de Chine mais est confronté dès le deuxième tour à son compatriote Novak Djokovic, tête de série no 2 et futur vainqueur du tournoi et perd en deux sets secs. Au Masters de Shanghai, Gilles Simon lui inflige une deuxième défaite en huit jours, cette fois-ci au 2e tour (6-3, 6-4). Il se fait ensuite surprendre dès le premier tour de l'Open de Saint-Pétersbourg par le Slovaque Karol Beck (7-64, 4-6, 6-4), ce qui est sa 10e défaite au premier tour en 26 tournois disputés. À Bâle, il élimine Benjamin Becker avant d'être sorti au 2e tour par Marin Čilić dans un match très serré (7-67, 68-7, 7-66). Sa saison se termine avec le Masters de Paris-Bercy où Radek Štěpánek l'élimine au 2e tour. Il se trouve alors au 29e rang mondial.

### 2010 - Premier titre ATP et victoire en Coupe Davis
Viktor Troicki commence sa saison 2010 à l'Open de Doha où il est tête de série no 4 : après des victoires sur Daniel Gimeno-Traver, Olivier Rochus puis Łukasz Kubot, il se fait éliminer par Rafael Nadal en demi-finale. À Sydney, il est battu par Márcos Baghdatís au deuxième tour. Il s'arrête au même stade de la compétition à l'Open d'Australie face à Florian Mayer (4-6, 6-4, 7-62, 6-1). Lors du tournoi de Zagreb début février, il parvient jusqu'en quart de finale où il se fait sortir par Michael Berrer, puis il participe au tournoi de Rotterdam où il déclare forfait dès son premier tour contre Jürgen Melzer à cause d'une blessure au coude. À Dubaï, il perd au deuxième tour face à Novak Djokovic malgré le gain du premier set. En mars, il participe au Masters d'Indian Wells et se hisse jusqu'au quatrième tour en n'ayant joué et gagné qu'un seul jeu : en effet, alors tête de série no 29, il n'intègre le tableau final qu'au deuxième tour où il bénéficie de l'abandon de Pablo Cuevas après un seul jeu joué, puis son adversaire Nikolay Davydenko déclare forfait avant même le début du quatrième tour. Troicki perd ensuite contre Tomáš Berdych (6-1, 6-3). Au Masters de Miami, il est sorti par David Nalbandian dès son entrée en lice au deuxième tour (6-3, 4-6, 6-4).
Viktor Troicki commence sa saison sur terre battue avec le Masters de Monte-Carlo 2010 mi-avril où il perd son deuxième tour contre Tommy Robredo, tête de série no 12.
En septembre, il décroche son premier titre en double à Bangkok au côté de Christopher Kas. Trois semaines plus tard, il participe à une autre finale de double à Moscou, mais y remporte surtout son premier titre ATP en simple en gagnant la finale contre Márcos Baghdatís (3-6, 6-4, 6-3).
De plus, Troicki participe de nouveau à la Coupe Davis. La Serbie atteint cette année-là la finale pour la première fois de son histoire et dispute le titre contre la France. Alors que Troicki ne devait initialement pas jouer en simple, la défaite en trois sets de son compatriote Janko Tipsarević contre Gaël Monfils mène à sa sélection. Alors que les deux équipes sont à égalité (2 à 2), Viktor Troicki apporte le point décisif pour la Serbie en battant Michaël Llodra (6-2, 6-2, 6-3) lors du 5e et dernier match. Le Serbe prend ainsi sa revanche contre Llodra après sa perte du match de double avec Nenad Zimonjić contre Arnaud Clément et lui. La Serbie remporte ainsi sa première Coupe Davis, ce que l'entraîneur serbe Bogdan Obradović décrit comme « le triomphe sportif le plus important de l'histoire de la Serbie ».

### 2011: huitième à Roland-Garros
Entre l'US Open 2011 et Wimbledon 2012, il enchaîne sept matchs en cinq sets.

### 2013 - 2014: période noire puis retour à la compétition
Le 25 juillet 2013, il est suspendu 18 mois pour violation de la réglementation antidopage. En effet, il avait refusé le 15 avril 2013 lors du tournoi de Monte-Carlo de se soumettre à un prélèvement sanguin. Le 6 novembre 2013, à la suite de l'analyse de son cas par le TAS, sa suspension est réduite à 12 mois. Elle prendra fin le 15 juillet 2014.
Troicki revient donc sur le circuit ATP le 21 juillet 2014. Il est alors retombé à la 847e place mondiale. Lors de l'Open de Gstaad, après des victoires sur Dominic Thiem et Andrey Golubev, il s'incline en quarts de finale contre Fernando Verdasco. Il joue ensuite cinq tournois Challenger et en remporte deux à Côme et Banja Luka.
Fin septembre, il prend part à l'Open de Shenzhen où il bat la tête de série no 1 David Ferrer avant de s'incliner en quarts de finale contre le Colombien Santiago Giraldo. En battant Ferrer, c'est le 4e top 10 de sa carrière qu'il bat, 5 ans après le dernier. Il termine l'année à la 102e place mondiale.

### 2015 - Deuxième titre ATP et huitième à Wimbledon
En janvier, au tournoi de Sydney, issu des qualifications, il arrive à se hisser en finale. Il bat consécutivement Martin Kližan tête de série no 8, Pablo Andújar, Simone Bolelli et le Luxembourgeois Gilles Müller. Lors de cette finale, il bat un autre qualifié Mikhail Kukushkin (6-2, 6-3). C'est la première fois sur le circuit ATP que deux joueurs issus des qualifications s'affrontent à ce niveau de la compétition. Il s'agit de son deuxième titre ATP en simple, le premier depuis sa suspension de 12 mois qui a pris fin six mois auparavant. À l'Open d'Australie, il atteint le troisième tour, en battant Jiří Veselý et Leonardo Mayer, mais perd contre la tête de série no 7 Tomáš Berdych (6-4, 6-3, 6-4).
Lors de la saison sur herbe à Stuttgart, il se hisse en finale pour disputer la 7e de sa carrière. Il y bat Borna Ćorić en deux sets sec, Alexander Zverev en trois et Sam Groth en deux. En demi-finale, il affronte Marin Čilić, tête de série no 2 et 9e mondial et gagne son match au bout du suspense en près de deux heures et demie sur le score de (6-3, 61-7, 7-62). En finale, il perd cependant 7-63, 6-3 contre Rafael Nadal. La semaine suivante, au Queen's, il affronte à nouveau 4 jours après leur dernière confrontation le Croate Čilić qu'il bat à nouveau 68-7, 6-2, 6-3 mais cette fois-ci au deuxième tour et en tout juste deux heures de jeu. Puis il bat John Isner (7-65, 6-3), 18e mondial. Mais en demi-finale, il bute contre Andy Murray (6-3, 7-64) dans un match qui s'est déroulé sur deux jours à cause de la pluie.
À Wimbledon, il atteint les huitièmes de finale (son premier depuis Roland-Garros 2013), et son meilleur résultat pour ce Grand Chelem. Il bat notamment, en quatre manches, le tombeur de Rafael Nadal au tour précédent, Dustin Brown au troisième tour. Mais il perd contre Vasek Pospisil, alors qu'il menait deux sets à rien (6-4, 7-64), il lâche petit à petit pour perdre les trois suivants (6-4, 6-3, 6-3) et le match.

### 2016 - Troisième titre ATP
En janvier, il défend son titre au tournoi de Sydney contre le Bulgare Grigor Dimitrov et s'impose 2-6, 6-1, 7-67, signant ainsi son 3e titre ATP en simple. À l'Open d'Australie, il atteint le troisième tour, en battant Daniel Muñoz de la Nava difficilement alors qu'il était mené deux sets à rien, et le qualifié Tim Smyczek, avant de tomber sèchement contre la tête de série no 13 Milos Raonic (6-2, 6-3, 6-4).
En février, il atteint la finale au tournoi de Sofia avec deux premiers matchs faciles et une demi-finale plus compliquée face à Martin Kližan en trois manches (4-6, 6-3, 7-5) en plus de 2 h 20. Mais perdra en deux manches contre Roberto Bautista-Agut.
Il atteint son troisième huitième de finale à Roland-Garros en battant notamment Grigor Dimitrov (2-6, 6-3, 5-7, 7-5, 6-3) au premier tour et Gilles Simon, sa bête noire, mais profitant de la fatigue du Français et s'imposant assez facilement (6-4, 6-2, 6-2). Il perd ensuite face au Suisse Stanislas Wawrinka, 4e mondial et tenant du titre, malgré deux premiers sets très serrés (7-65, 67-7, 6-3, 6-2).
Lors du tournoi de Wimbledon, il se distingue tristement en insultant copieusement l'arbitre durant le match du 2e tour l'opposant à l'Espagnol Albert Ramos. Il perd le match en cinq manches.

### 2017 - 2021
En 2017, il atteint le 3e tour à l'Open d'Australie et l'US Open et termine cette saison à la 55e place. 
Après des résultats mitigés, il sort définitivement du top 100 en 2018. 
En 2020, il contribue à la victoire de l'équipe de Serbie lors de la première édition de l'ATP Cup en remportant cinq des six matchs de double qu'il dispute. 
Il annonce en 2021 qu'il prendra sa retraite à l'issue de cette saison après avoir disputé quelques tournois dont le Serbia Open sur ses terres. 

## Palmarès

### Titres en simple messieurs
| No | Date       | Nom et lieu du tournoi     | Catégorie | Dotation    | Surface    | Finaliste         | Score          |          |
| -- | ---------- | -------------------------- | --------- | ----------- | ---------- | ----------------- | -------------- | -------- |
| 1  | 18-10-2010 | Kremlin Cup, Moscou        | ATP 250   | 1 000 000 $ | Dur (int.) | Márcos Baghdatís  | 3-6, 6-4, 6-3  | Parcours |
| 2  | 11-01-2015 | Apia International, Sydney | ATP 250   | 439 405 $   | Dur (ext.) | Mikhail Kukushkin | 6-2, 6-3       | Parcours |
| 3  | 10-01-2016 | Apia International, Sydney | ATP 250   | 461 330 $   | Dur (ext.) | Grigor Dimitrov   | 2-6, 6-1, 7-67 | Parcours |

### Finales en simple messieurs
| No | Date       | Nom et lieu du tournoi                | Catégorie   | Dotation  | Surface      | Vainqueur             | Score     |          |
| -- | ---------- | ------------------------------------- | ----------- | --------- | ------------ | --------------------- | --------- | -------- |
| 1  | 11-08-2008 | Legg Mason Tennis Classic, Washington | Int' Series | 483 000 $ | Dur (ext.)   | Juan Martín del Potro | 6-3, 6-3  | Parcours |
| 2  | 28-09-2009 | PTT Thailand Open, Bangkok            | ATP 250     | 551 000 $ | Dur (int.)   | Gilles Simon          | 7-5, 6-3  | Parcours |
| 3  | 10-01-2011 | Medibank International, Sydney        | ATP 250     | 422 300 $ | Dur (ext.)   | Gilles Simon          | 7-5, 7-64 | Parcours |
| 4  | 17-10-2011 | Kremlin Cup, Moscou                   | ATP 250     | 725 000 $ | Dur (int.)   | Janko Tipsarević      | 6-4, 6-2  | Parcours |
| 5  | 08-06-2015 | MercedesCup, Stuttgart                | ATP 250     | 574 965 € | Gazon (ext.) | Rafael Nadal          | 7-63, 6-3 | Parcours |
| 6  | 01-02-2016 | Garanti Koza Sofia Open, Sofia        | ATP 250     | 463 520 $ | Dur (int.)   | Roberto Bautista-Agut | 6-3, 6-4  | Parcours |

### Titres en double messieurs
| No | Date       | Nom et lieu du tournoi        | Catégorie | Dotation  | Surface    | Partenaire      | Finalistes                     | Score    |          |
| -- | ---------- | ----------------------------- | --------- | --------- | ---------- | --------------- | ------------------------------ | -------- | -------- |
| 1  | 27-09-2010 | PTT Thailand Open Bangkok     | ATP 250   | 551 000 $ | Dur (int.) | Christopher Kas | Jonathan Erlich Jürgen Melzer  | 6-4, 6-4 | Parcours |
| 2  | 06-02-2017 | Garanti Koza Sofia Open Sofia | ATP 250   | 482 060 € | Dur (int.) | Nenad Zimonjić  | Mikhail Elgin Andrey Kuznetsov | 6-4, 6-4 | Parcours |

### Finales en double messieurs
| No | Date       | Nom et lieu du tournoi      | Catégorie | Dotation    | Surface    | Vainqueurs                      | Partenaire         | Score     |          |
| -- | ---------- | --------------------------- | --------- | ----------- | ---------- | ------------------------------- | ------------------ | --------- | -------- |
| 1  | 18-10-2010 | Kremlin Cup Moscou          | ATP 250   | 1 000 000 $ | Dur (int.) | Igor Kunitsyn Dmitri Toursounov | Janko Tipsarević   | 7-68, 6-3 | Parcours |
| 2  | 07-01-2018 | Sydney International Sydney | ATP 250   | 468 910 $   | Dur (ext.) | Łukasz Kubot Marcelo Melo       | Jan-Lennard Struff | 6-3, 6-4  | Parcours |

## Parcours dans les tournois duGrand Chelem

### En simple
| Année | Open d'Australie | Open d'Australie   | Internationaux de France | Internationaux de France | Wimbledon       | Wimbledon        | US Open         | US Open          |
| ----- | ---------------- | ------------------ | ------------------------ | ------------------------ | --------------- | ---------------- | --------------- | ---------------- |
| 2008  | 1er tour (1/64)  | Rafael Nadal       | 1er tour (1/64)          | Marc Gicquel             | 2e tour (1/32)  | Radek Štěpánek   | 3e tour (1/16)  | Rafael Nadal     |
| 2009  | 2e tour (1/32)   | Tommy Robredo      | 2e tour (1/32)           | J. M. del Potro          | 3e tour (1/16)  | Andy Murray      | 2e tour (1/32)  | Julien Benneteau |
| 2010  | 2e tour (1/32)   | Florian Mayer      | 3e tour (1/16)           | Mikhail Youzhny          | 2e tour (1/32)  | Jürgen Melzer    | 1er tour (1/64) | Novak Djokovic   |
| 2011  | 3e tour (1/16)   | Novak Djokovic     | 1/8 de finale            | Andy Murray              | 2e tour (1/32)  | Lu Yen-hsun      | 1er tour (1/64) | Alejandro Falla  |
| 2012  | 2e tour (1/32)   | M. Kukushkin       | 2e tour (1/32)           | Fabio Fognini            | 1/8 de finale   | Novak Djokovic   | 1er tour (1/64) | C.-M. Stebe      |
| 2013  | 1er tour (1/64)  | Radek Štěpánek     | 1/8 de finale            | J.-W. Tsonga             | 3e tour (1/16)  | Mikhail Youzhny  | —               | —                |
| 2014  | —                | —                  | —                        | —                        | —               | —                | —               | —                |
| 2015  | 3e tour (1/16)   | Tomáš Berdych      | 2e tour (1/32)           | Simone Bolelli           | 1/8 de finale   | Vasek Pospisil   | 3e tour (1/16)  | Donald Young     |
| 2016  | 3e tour (1/16)   | Milos Raonic       | 1/8 de finale            | S. Wawrinka              | 2e tour (1/32)  | A. Ramos-Viñolas | 2e tour (1/32)  | Jared Donaldson  |
| 2017  | 3e tour (1/16)   | S. Wawrinka        | 2e tour (1/32)           | N. Basilashvili          | 1er tour (1/64) | Florian Mayer    | 3e tour (1/16)  | A. Dolgopolov    |
| 2018  | 2e tour (1/32)   | Nick Kyrgios       | —                        | —                        | —               | —                | 1er tour (1/64) | Tennys Sandgren  |
| 2019  | 2e tour (1/32)   | Stéfanos Tsitsipás | —                        | —                        | —               | —                | —               | —                |
| 2021  | 1er tour (1/64)  | Michael Mmoh       | —                        | —                        | —               | —                | —               | —                |

N.B. : à droite du résultat se trouve le nom de l'ultime adversaire.

### En double
| Année | Open d'Australie               | Open d'Australie         | Internationaux de France      | Internationaux de France   | Wimbledon                    | Wimbledon                | US Open                       | US Open                        |
| ----- | ------------------------------ | ------------------------ | ----------------------------- | -------------------------- | ---------------------------- | ------------------------ | ----------------------------- | ------------------------------ |
| 2008  | —                              | —                        | 1/4 de finale J. Tipsarević   | I. Kunitsyn D. Toursounov  | 2e tour (1/16) J. Tipsarević | A. Peya P. Petzschner    | 1er tour (1/32) D. Gremelmayr | E. Schwank P. Starace          |
| 2009  | 1er tour (1/32) J. Tipsarević  | L. Arnold Ker J. Mónaco  | —                             | —                          | 1/8 de finale C. Kas         | Ł. Kubot O. Marach       | —                             | —                              |
| 2010  | 1er tour (1/32) M. Chiudinelli | I. Kunitsyn Dudi Sela    | 2e tour (1/16) D. Vemić       | S. González T. Rettenmaier | 1er tour (1/32) C. Kas       | T. de Bakker Robin Haase | 1er tour (1/32) M. Berrer     | M. González S. Ventura         |
| 2011  | —                              | —                        | 2e tour (1/16) J. Tipsarević  | F. Čermák F. Polášek       | —                            | —                        | —                             | —                              |
| 2012  | —                              | —                        | —                             | —                          | —                            | —                        | 2e tour (1/16) S. Stakhovsky  | J. Knowle F. Polášek           |
| 2013  | 1er tour (1/32) Lukáš Rosol    | F. Cipolla A. Seppi      | 2e tour (1/16) A. Seppi       | M. Granollers Marc López   | 1er tour (1/32) B. Tomic     | G. Dimitrov F. Nielsen   | —                             | —                              |
| 2014  | —                              | —                        | —                             | —                          | —                            | —                        | —                             | —                              |
| 2015  | 1er tour (1/32) M. Youzhny     | A. Peya B. Soares        | 1er tour (1/32) F. Krajinović | R. Bopanna F. Mergea       | 1er tour (1/32) D. Lajović   | L. Paes D. Nestor        | 1er tour (1/32) D. Lajović    | Gilles Müller A.-U.-H. Qureshi |
| 2016  | 1er tour (1/32) D. Lajović     | Sam Groth L. Hewitt      | 1er tour (1/32) Robin Haase   | Ivan Dodig M. Melo         | 2e tour (1/16) D. Lajović    | R. Štěpánek N. Zimonjić  | 2e tour (1/16) D. Lajović     | N. Monroe D. Young             |
| 2017  | 2e tour (1/16) D. Lajović      | J. S. Cabal Robert Farah | 1er tour (1/32) J. Tipsarević | Jamie Murray Bruno Soares  | —                            | —                        | 1er tour (1/32) J. Tipsarević | Leander Paes Purav Raja        |
| 2018  | 1er tour (1/32) M. Copil       | Rajeev Ram Divij Sharan  | —                             | —                          | —                            | —                        | 1er tour (1/32) F. Krajinović | Matthew Ebden J. Withrow       |

N.B. : le nom du ou de la partenaire se trouve sous le résultat ; le nom des ultimes adversaires se trouve à droite.

## Parcours dans lesMasters 1000
| Année | Indian Wells              | Miami                     | Monte-Carlo             | Rome                       | Hambourg puis Madrid   | Canada                   | Cincinnati                    | Madrid puis Shanghai          | Paris                     |
| ----- | ------------------------- | ------------------------- | ----------------------- | -------------------------- | ---------------------- | ------------------------ | ----------------------------- | ----------------------------- | ------------------------- |
| 2007  | 1er tour A. Clément       | —                         | —                       | —                          | —                      | —                        | —                             | —                             | —                         |
| 2008  | —                         | 2e tour A. Roddick        | —                       | —                          | —                      | —                        | —                             | —                             | 1er tour I. Ljubičić      |
| 2009  | 3e tour D. Nalbandian     | 1/8 de finale A. Murray   | 1er tour S. Wawrinka    | 2e tour J. M. del Potro    | 1er tour N. Davydenko  | 1er tour D. Ferrer       | 1er tour R. Štěpánek          | 2e tour G. Simon              | 2e tour R. Štěpánek       |
| 2010  | 1/8 de finale T. Berdych  | 2e tour D. Nalbandian     | 2e tour T. Robredo      | 2e tour J.-W. Tsonga       | 1er tour N. Almagro    | 2e tour Kohlschreiber    | 2e tour N. Djokovic           | —                             | —                         |
| 2011  | 1/8 de finale N. Djokovic | 1/8 de finale N. Djokovic | 1/4 de finale D. Ferrer | 2e tour P. Starace         | 1er tour F. Mayer      | 1/8 de finale G. Monfils | 1er tour F. Fognini           | 1er tour R. Harrison          | 1/8 de finale N. Djokovic |
| 2012  | 2e tour R. Harrison       | 3e tour N. Djokovic       | 2e tour A. Murray       | 2e tour J.-W. Tsonga       | 2e tour R. Gasquet     | 2e tour M. Raonic        | 1/8 de finale J. M. del Potro | 2e tour J. Tipsarević         | 1er tour J. Benneteau     |
| 2013  | 1er tour D. Goffin        | 2e tour J.-W. Tsonga      | 1er tour J. Nieminen    | 2e tour E. Gulbis          | 2e tour K. Nishikori   | —                        | —                             | —                             | —                         |
| 2014  | —                         | —                         | —                       | —                          | —                      | —                        | —                             | —                             | —                         |
| 2015  | 1er tour A. Ramos         | 3e tour K. Nishikori      | 2e tour John Isner      | 1/8 de finale K. Nishikori | 1er tour G. Monfils    | 1er tour M. Youzhny      | 1er tour Mardy Fish           | 2e tour S. Wawrinka           | 1/8 de finale S. Wawrinka |
| 2016  | 2e tour L. Mayer          | 3e tour D. Goffin         | 1er tour G. Simon       | 2e tour K. Nishikori       | 1er tour An. Kuznetsov | 1er tour K. Anderson     | 1er tour Marin Čilić          | 1/8 de finale R. Bautista     | 2e tour K. Nishikori      |
| 2017  | 1er tour A. Dolgopolov    | 2e tour M. Raonic         | 1er tour P. Cuevas      | 2e tour A. Zverev          | —                      | 1er tour N. Kyrgios      | 1er tour John Isner           | 1/4 de finale J. M. del Potro | 1er tour Schwartzman      |
| 2018  | 1er tour M. Fucsovics     | 1er tour D. Shapovalov    | —                       | —                          | —                      | —                        | —                             | —                             | —                         |

N.B. : sous le résultat se trouve le nom de l’ultime adversaire.

## Victoires sur le top 10
Toutes ses victoires sur des joueurs classés dans le top 10 de l'ATP lors de la rencontre.
| Légende         |
| --------------- |
| Grand Chelem    |
| Masters         |
| Jeux olympiques |
| Masters 1000    |
| 500 Series      |
| 250 Series      |
| Coupe Davis     |

| #  | V.T.   | Tournoi    | Année | Surface      | Adversaire         | Rang | Tour | Score           |
| -- | ------ | ---------- | ----- | ------------ | ------------------ | ---- | ---- | --------------- |
| 1  | no 176 | Umag       | 2007  | Terre battue | Novak Djokovic     | no 3 | 1/8  | 2-6, 6-4, 7-5   |
| 2  | no 93  | Washington | 2008  | Dur          | Andy Roddick       | no 9 | 1/4  | 0-6, 6-2, 6-4   |
| 3  | no 32  | Bangkok    | 2009  | Dur (int.)   | Jo-Wilfried Tsonga | no 7 | 1/2  | 1-6, 6-2, 6-3   |
| 4  | no 174 | Shenzhen   | 2014  | Dur (int.)   | David Ferrer       | no 5 | 1/8  | 6-3, 6-4        |
| 5  | no 28  | Stuttgart  | 2015  | Gazon        | Marin Čilić        | no 9 | 1/2  | 6-3, 61-7, 7-62 |
| 6  | no 25  | Queen's    | 2015  | Gazon        | Marin Čilić        | no 9 | 1/8  | 68-7, 6-2, 6-3  |
| 7  | no 24  | Pékin      | 2015  | Dur          | Milos Raonic       | no 9 | 1/16 | 6-4, 6-4        |
| 8  | no 31  | Shanghai   | 2016  | Dur          | Rafael Nadal       | no 5 | 1/16 | 6-3, 7-63       |
| 9  | no 28  | Vienne     | 2016  | Dur (int.)   | Dominic Thiem      | no 9 | 1/8  | 6-2, 7-5        |
| 10 | no 54  | Shanghai   | 2017  | Dur          | Dominic Thiem      | no 7 | 1/16 | 6-3, 3-6, 7-65  |

## Classements ATP en fin de saison
| Année          | 2003 | 2004 | 2005 | 2006 | 2007 | 2008 | 2009 | 2010 | 2011 | 2012 | 2013 | 2014 | 2015 | 2016 | 2017 | 2018 | 2019 | 2020 |
| Rang en simple | 958  | 795  | 343  | 207  | 122  | 57   | 29   | 28   | 22   | 38   | 74   | 102  | 22   | 29   | 55   | 215  | 158  | 201  |
| Rang en double | 1188 | 1624 | 495  | 280  | 259  | 146  | 70   | 55   | 75   | 118  | 161  | 1248 | 170  | 89   | 111  | 301  | 723  | 221  |

Source : (en) Classements de Viktor Troicki sur le site officiel de la Fédération internationale de tennis